# 中国地区高等学校野球大会
中国地区高等学校野球大会（ちゅうごくちくこうとうがっこうやきゅうたいかい）は、岡山県・鳥取県・広島県・島根県・山口県の中国5県で開催されている高校野球の地方大会。中国地区高等学校野球連盟主催、朝日新聞社他後援。

## 概要
例年6月初旬に開催される春季大会には、各県予選（春季県大会を兼ねる）優勝校及び開催県の上位4校、10 - 11月に開催される秋季大会には、各県予選の上位3校及び開催県の上位4校が参加し、トーナメント方式で優勝が争われる。秋季大会は優勝校が明治神宮野球大会への出場権を得る。また翌春の選抜高等学校野球大会の重要な参考資料となるため、実質的な甲子園大会予選として、注目度が高く、準決勝以降はNHKテレビでも中継される。会場は各季ごとに、各県の持ち回りで開催される。
当初は秋季大会のみの開催だったが、戦後しばらくの間、山陽・山陰ごとに開催していた地区大会を発展解消させ、春季大会も開催されるようになった。大会名は「第○○回春季（秋季）中国地区高等学校野球大会」であり、大会回数は春・秋を通算して数える。
組み合わせに対する批判（1995年 - 2017年）
1995年から導入された秋季大会の組み合わせ抽選方法は、同県代表が同ゾーンに入って準々決勝までに潰し合う可能性が高い（同一県勢に上位を独占させない）ものであることから、一部から批判があがっており、雑誌等にも掲載された。この抽選方法は、2018年から同県代表は準決勝まで対戦しない方式に改められた。

## 大会結果
| 大会            | 大会                                           | 開催県                                         | 優勝校                                         | 決勝スコア                                     | 準優勝校                                       | 備考                                           | 校数                                           |
| --------------- | ---------------------------------------------- | ---------------------------------------------- | ---------------------------------------------- | ---------------------------------------------- | ---------------------------------------------- | ---------------------------------------------- | ---------------------------------------------- |
| 第1回（秋季）   | 1948年11月                                     | 岡山                                           | 関西（岡山）                                   | 2 - 1                                          | 柳井（山口）                                   |                                                | 8校                                            |
| 第2回（秋季）   | 1949年11月                                     | 鳥取                                           | 米子東（鳥取）                                 | 5 - 0                                          | 鳥取西（鳥取）                                 |                                                | 8校                                            |
| 第3回（秋季）   | 1950年11月                                     | 山口                                           | 呉三津田（広島）                               | 9 - 4                                          | 浜田（島根）                                   |                                                | 8校                                            |
| 第4回（秋季）   | 1951年11月                                     | 島根                                           | 広島観音（広島）                               | 8 - 2                                          | 出雲産（島根）                                 |                                                | 8校                                            |
| 第5回（秋季）   | 1952年10月                                     | 広島                                           | 柳井（山口）                                   | 3 - 2                                          | 米子西（鳥取）                                 |                                                | 8校                                            |
| 第6回（秋季）   | 1953年11月                                     | 岡山                                           | 岡山東商（岡山）                               | 3 - 2                                          | 広島観音（広島）                               |                                                | 8校                                            |
| 第7回（秋季）   | 1954年11月                                     | 鳥取                                           | 米子南（鳥取）                                 | 1 - 0                                          | 防府（山口）                                   |                                                | 7校                                            |
| 第8回（秋季）   | 1955年11月                                     | 島根                                           | 広島商（広島）                                 | 5 - 0                                          | 大社（島根）                                   |                                                | 8校                                            |
| 第9回（秋季）   | 1956年11月                                     | 山口                                           | 柳井（山口）                                   | 2 - 1                                          | 下関商（山口）                                 | 延長10回                                       | 8校                                            |
| 第10回（秋季）  | 1957年11月                                     | 広島                                           | 広陵（広島）                                   | 4 - 2                                          | 倉敷工（岡山）                                 |                                                | 8校                                            |
| 第11回（秋季）  | 1958年11月                                     | 岡山                                           | 広陵（広島）                                   | 10 - 0                                         | 倉敷工（岡山）                                 |                                                | 8校                                            |
| 第12回（春季）  | 1959年5月                                      | 広島                                           | 広陵（広島）                                   | 1x - 0                                         | 萩商（山口）                                   | 延長10回                                       | 11校                                           |
| 第13回（秋季）  | 1959年11月                                     | 鳥取                                           | 関西（岡山）                                   | 1 - 0                                          | 米子東（鳥取）                                 |                                                | 10校                                           |
| 第14回（春季）  | 1960年5月                                      | 岡山                                           | 米子東（鳥取）                                 | 1 - 0                                          | 萩商工（山口）                                 |                                                | 10校                                           |
| 第15回（秋季）  | 1960年11月                                     | 島根                                           | 松江商（島根）                                 | 6 - 5                                          | 米子東（鳥取）                                 |                                                | 10校                                           |
| 第16回（春季）  | 1961年5月                                      | 鳥取                                           | 松江商（島根）                                 | 6 - 4                                          | 倉敷工（岡山）                                 |                                                | 8校                                            |
| 第17回（秋季）  | 1961年11月                                     | 山口                                           | 久賀（山口）                                   | 7 - 3                                          | 豊浦（山口）                                   |                                                | 10校                                           |
| 第18回（春季）  | 1962年5月                                      | 島根                                           | 広島商（広島）                                 | 3 - 2                                          | 松江商（島根）                                 |                                                | 8校                                            |
| 第19回（秋季）  | 1962年11月                                     | 広島                                           | 呉港（広島）                                   | 2x - 1                                         | 下関商（山口）                                 | 延長11回                                       | 10校                                           |
| 第20回（春季）  | 1963年5月                                      | 山口                                           | 広陵（広島）                                   | 3 - 0                                          | 大田（島根）                                   |                                                | 8校                                            |
| 第21回（秋季）  | 1963年11月                                     | 岡山                                           | 倉敷工（岡山）                                 | 7x - 6                                         | 尾道商（広島）                                 | 延長12回                                       | 10校                                           |
| 第22回（春季）  | 1964年5月                                      | 広島                                           | 尾道商（広島）                                 | 2 - 1                                          | 柳井（山口）                                   |                                                | 10校                                           |
| 第23回（秋季）  | 1964年11月                                     | 鳥取                                           | 米子東（鳥取）                                 | 2 - 1                                          | 岡山東商（岡山）                               |                                                | 10校                                           |
| 第24回（春季）  | 1965年5月                                      | 岡山                                           | 関西（岡山）                                   | 7 - 2                                          | 松江商（広島）                                 |                                                | 8校                                            |
| 第25回（秋季）  | 1965年11月                                     | 島根                                           | 邇摩（島根）                                   | 2 - 1                                          | 米子東（鳥取）                                 |                                                | 10校                                           |
| 第26回（春季）  | 1966年5月                                      | 岡山                                           | 米子東（鳥取）                                 | 2 - 1                                          | 浜田（島根）                                   |                                                | 8校                                            |
| 第27回（秋季）  | 1966年11月                                     | 山口                                           | 尾道商（広島）                                 | 6 - 1                                          | 倉敷工（岡山）                                 |                                                | 10校                                           |
| 第28回（春季）  | 1967年5月                                      | 島根                                           | 下関商（山口）                                 | 5x - 4                                         | 倉敷工（岡山）                                 |                                                | 8校                                            |
| 第29回（秋季）  | 1967年11月                                     | 広島                                           | 広陵（広島）                                   | 3x - 2                                         | 尾道商（広島）                                 |                                                | 10校                                           |
| 第30回（春季）  | 1968年5月                                      | 山口                                           | 広陵（広島）                                   | 10 - 1                                         | 岩国（山口）                                   |                                                | 8校                                            |
| 第31回（秋季）  | 1968年11月                                     | 岡山                                           | 玉島商（岡山）                                 | 7 - 3                                          | 広島商（広島）                                 |                                                | 10校                                           |
| 第32回（春季）  | 1969年5月                                      | 広島                                           | 広陵（広島）                                   | 3 - 1                                          | 米子商（鳥取）                                 |                                                | 8校                                            |
| 第33回（秋季）  | 1969年11月                                     | 鳥取                                           | 広陵（広島）                                   | 3 - 0                                          | 米子東（鳥取）                                 |                                                | 10校                                           |
| 第34回（春季）  | 1970年5月                                      | 岡山                                           | 玉島商（岡山）                                 | 14 - 7                                         | 米子東（鳥取）                                 |                                                | 8校                                            |
| 第35回（秋季）  | 1970年11月                                     | 島根                                           | 岩国（山口）                                   | 4 - 2                                          | 浜田（島根）                                   |                                                | 10校                                           |
| 第36回（春季）  | 1971年5月                                      | 鳥取                                           | 広島商（広島）                                 | 8 - 0                                          | 勝山（岡山）                                   |                                                | 8校                                            |
| 第37回（秋季）  | 1971年11月                                     | 山口                                           | 倉敷工（岡山）                                 | 6x - 5                                         | 鳥取工（鳥取）                                 |                                                | 10校                                           |
| 第38回（春季）  | 1972年5月                                      | 島根                                           | 大社（島根）                                   | 6 - 5                                          | 松江商（島根）                                 |                                                | 8校                                            |
| 第39回（秋季）  | 1972年11月                                     | 広島                                           | 広島商（広島）                                 | 4 - 3                                          | 松江商（島根）                                 |                                                | 10校                                           |
| 第40回（春季）  | 1973年5月                                      | 山口                                           | 崇徳（広島）                                   | 1 - 0                                          | 松江商（島根）                                 |                                                | 8校                                            |
| 第41回（秋季）  | 1973年11月                                     | 岡山                                           | 広島商（広島）                                 | 6 - 3                                          | 倉敷工（岡山）                                 |                                                | 10校                                           |
| 第42回（春季）  | 1974年5月                                      | 広島                                           | 岡山東商（岡山）                               | 7 - 1                                          | 鳥取西（鳥取）                                 |                                                | 8校                                            |
| 第43回（秋季）  | 1974年11月                                     | 鳥取                                           | 広島工（広島）                                 | 2 - 1                                          | 倉敷工（岡山）                                 |                                                | 10校                                           |
| 第44回（春季）  | 1975年5月                                      | 岡山                                           | 倉敷工（岡山）                                 | 11 - 3                                         | 岡山東商（岡山）                               |                                                | 8校                                            |
| 第45回（秋季）  | 1975年11月                                     | 島根                                           | 崇徳（広島）                                   | 3 - 0                                          | 岡山東商（岡山）                               |                                                | 10校                                           |
| 第46回（春季）  | 1976年5月                                      | 鳥取                                           | 崇徳（広島）                                   | 1 - 0                                          | 岡山東商（岡山）                               |                                                | 8校                                            |
| 第47回（秋季）  | 1976年11月                                     | 山口                                           | 岡山南（岡山）                                 | 4 - 2                                          | 瀬戸内（広島）                                 |                                                | 10校                                           |
| 第48回（春季）  | 1977年5月                                      | 島根                                           | 米子東（鳥取）                                 | 6 - 2                                          | 岡山東商（岡山）                               |                                                | 8校                                            |
| 第49回（秋季）  | 1977年11月                                     | 広島                                           | 岡山東商（岡山）                               | 3 - 2                                          | 南陽工（山口）                                 |                                                | 10校                                           |
| 第50回（春季）  | 1978年5月                                      | 山口                                           | 山口鴻城（山口）                               | 10 - 8                                         | 江津工（島根）                                 |                                                | 8校                                            |
| 第51回（秋季）  | 1978年11月                                     | 岡山                                           | 下関商（山口）                                 | 4 - 1                                          | 府中東（広島）                                 |                                                | 10校                                           |
| 第52回（春季）  | 1979年5月                                      | 広島                                           | 府中東（広島）                                 | 3 - 2                                          | 境（鳥取）                                     |                                                | 8校                                            |
| 第53回（秋季）  | 1979年11月                                     | 鳥取                                           | 広陵（広島）                                   | 4 - 0                                          | 松江商（島根）                                 |                                                | 10校                                           |
| 第54回（春季）  | 1980年5月                                      | 岡山                                           | 三刀屋（島根）                                 | 4 - 2                                          | 倉吉北（鳥取）                                 |                                                | 8校                                            |
| 第55回（秋季）  | 1980年11月                                     | 島根                                           | 尾道商（広島）                                 | 2 - 1                                          | 岡山理大付（岡山）                             |                                                | 10校                                           |
| 第56回（春季）  | 1981年5月                                      | 鳥取                                           | 府中東（広島）                                 | 6 - 2                                          | 多々良学園（山口）                             |                                                | 8校                                            |
| 第57回（秋季）  | 1981年11月                                     | 山口                                           | 岡山南（岡山）                                 | 4 - 1                                          | 尾道商（広島）                                 |                                                | 9校                                            |
| 第58回（春季）  | 1982年5月                                      | 島根                                           | 岡山南（岡山）                                 | 18 - 2                                         | 広陵（広島）                                   |                                                | 8校                                            |
| 第59回（秋季）  | 1982年11月                                     | 広島                                           | 広島商（広島）                                 | 3 - 0                                          | 宇部商（山口）                                 |                                                | 10校                                           |
| 第60回（春季）  | 1983年6月                                      | 山口                                           | 萩工（山口）                                   | 12 - 9                                         | 岡山南（岡山）                                 |                                                | 8校                                            |
| 第61回（秋季）  | 1983年11月                                     | 岡山                                           | 多々良学園（山口）                             | 7 - 2                                          | 近大福山（広島）                               |                                                | 10校                                           |
| 第62回（春季）  | 1984年6月                                      | 広島                                           | 広島商（広島）                                 | 6 - 4                                          | 崇徳（広島）                                   |                                                | 8校                                            |
| 第63回（秋季）  | 1984年11月                                     | 鳥取                                           | 宇部商（山口）                                 | 6 - 3                                          | 広島商（広島）                                 |                                                | 10校                                           |
| 第64回（春季）  | 1985年6月                                      | 岡山                                           | 広陵（広島）                                   | 12 - 1                                         | 倉敷商（岡山）                                 |                                                | 8校                                            |
| 第65回（秋季）  | 1985年11月                                     | 島根                                           | 尾道商（広島）                                 | 4x - 3                                         | 防府商（山口）                                 | 延長12回                                       | 10校                                           |
| 第66回（春季）  | 1986年5月                                      | 鳥取                                           | 広島商（広島）                                 | 9 - 8                                          | 倉敷工（岡山）                                 |                                                | 8校                                            |
| 第67回（秋季）  | 1986年11月                                     | 山口                                           | 岡山南（岡山）                                 | 2 - 1                                          | 広島商（広島）                                 |                                                | 10校                                           |
| 第68回（春季）  | 1987年6月                                      | 島根                                           | 関西（岡山）                                   | 3 - 1                                          | 岩国商（山口）                                 |                                                | 8校                                            |
| 第69回（秋季）  | 1987年11月                                     | 広島                                           | 広島工（広島）                                 | 4 - 1                                          | 西条農（広島）                                 |                                                | 10校                                           |
| 第70回（春季）  | 1988年6月                                      | 山口                                           | 玉野光南（岡山）                               | 4x - 3                                         | 豊浦（山口）                                   | 延長11回                                       | 8校                                            |
| 第71回（秋季）  | 1988年11月                                     | 岡山                                           | 広島工（広島）                                 | 8 - 2                                          | 倉吉東（鳥取）                                 |                                                | 10校                                           |
| 第72回（春季）  | 1989年6月                                      | 広島                                           | 広島商（広島）                                 | 3x - 2                                         | 松江東（島根）                                 | 延長11回                                       | 8校                                            |
| 第73回（秋季）  | 1989年11月                                     | 鳥取                                           | 玉野光南（岡山）                               | 8 - 6                                          | 倉敷商（岡山）                                 |                                                | 10校                                           |
| 第74回（春季）  | 1990年6月                                      | 岡山                                           | 尾道商（広島）                                 | 11 - 4                                         | 玉野光南（岡山）                               |                                                | 8校                                            |
| 第75回（秋季）  | 1990年11月                                     | 島根                                           | 広陵（広島）                                   | 5 - 0                                          | 瀬戸内（広島）                                 |                                                | 10校                                           |
| 第76回（春季）  | 1991年6月                                      | 鳥取                                           | 西条農（広島）                                 | 6x - 5                                         | 倉敷商（岡山）                                 |                                                | 8校                                            |
| 第77回（秋季）  | 1991年11月                                     | 山口                                           | 広陵（広島）                                   | 5 - 3                                          | 広島商（広島）                                 |                                                | 10校                                           |
| 第78回（春季）  | 1992年6月                                      | 島根                                           | 岡山南（岡山）                                 | 8 - 4                                          | 米子商（鳥取）                                 |                                                | 8校                                            |
| 第79回（秋季）  | 1992年11月                                     | 広島                                           | 崇徳（広島）                                   | 6 - 2                                          | 関西（岡山）                                   | 延長10回                                       | 10校                                           |
| 第80回（春季）  | 1993年6月                                      | 山口                                           | 岩国（山口）                                   | 9 - 4                                          | 倉吉北（鳥取）                                 |                                                | 8校                                            |
| 第81回（秋季）  | 1993年11月                                     | 岡山                                           | 広島商（広島）                                 | 10 - 6                                         | 岡山理大付（岡山）                             |                                                | 10校                                           |
| 第82回（春季）  | 1994年6月                                      | 岡山                                           | 倉吉北（鳥取）                                 | 4 - 1                                          | 岡山理大付（岡山）                             | 延長10回                                       | 8校                                            |
| 第83回（秋季）  | 1994年11月                                     | 鳥取                                           | 宇部商（山口）                                 | 8 - 4                                          | 関西（岡山）                                   |                                                | 10校                                           |
| 第84回（春季）  | 1995年6月                                      | 広島                                           | 岡山理大付（岡山）                             | 8 - 4                                          | 南陽工（山口）                                 |                                                | 12校                                           |
| 第85回（秋季）  | 1995年11月                                     | 島根                                           | 岡山城東（岡山）                               | 6 - 0                                          | 米子東（鳥取）                                 |                                                | 16校                                           |
| 第86回（春季）  | 1996年6月                                      | 鳥取                                           | 岡山城東（岡山）                               | 6 - 5                                          | 米子北（鳥取）                                 |                                                | 8校                                            |
| 第87回（秋季）  | 1996年11月                                     | 山口                                           | 西京（山口）                                   | 10 - 5                                         | 豊浦（山口）                                   |                                                | 16校                                           |
| 第88回（春季）  | 1997年5、6月                                   | 島根                                           | 高陽東（広島）                                 | 14 - 3                                         | 岡山南（岡山）                                 |                                                | 8校                                            |
| 第89回（秋季）  | 1997年10、11月                                 | 広島                                           | 岡山理大付（岡山）                             | 5 - 3                                          | 広島商（広島）                                 |                                                | 16校                                           |
| 第90回（春季）  | 1998年5月                                      | 山口                                           | 下関中央工（山口）                             | 2 - 1                                          | 高陽東（広島）                                 |                                                | 8校                                            |
| 第91回（秋季）  | 1998年10、11月                                 | 岡山                                           | 開星（島根）                                   | 12 - 9                                         | 玉野光南（岡山）                               | [ 注釈 1 ]                                     | 16校                                           |
| 第92回（春季）  | 1999年6月                                      | 広島                                           | 岡山城東（岡山）                               | 4 - 0                                          | 高陽東（広島）                                 |                                                | 8校                                            |
| 第93回（秋季）  | 1999年10、11月                                 | 鳥取                                           | 広陵（広島）                                   | 7 - 4                                          | 岩国（山口）                                   |                                                | 16校                                           |
| 第94回（春季）  | 2000年6月                                      | 岡山                                           | 如水館（広島）                                 | 6 - 4                                          | 岡山理大付（岡山）                             |                                                | 8校                                            |
| 第95回（秋季）  | 2000年10、11月                                 | 島根                                           | 岡山学芸館（岡山）                             | 6 - 3                                          | 関西（岡山）                                   |                                                | 16校                                           |
| 第96回（春季）  | 2001年6月                                      | 鳥取                                           | 早鞆（山口）                                   | 8 - 4                                          | 広島商（広島）                                 |                                                | 8校                                            |
| 第97回（秋季）  | 2001年11月                                     | 山口                                           | 関西（岡山）                                   | 6 - 5                                          | 広島商（広島）                                 |                                                | 16校                                           |
| 第98回（春季）  | 2002年6月                                      | 島根                                           | 岡山理大付（岡山）                             | 6 - 3                                          | 高陽東（広島）                                 |                                                | 8校                                            |
| 第99回（秋季）  | 2002年11月                                     | 広島                                           | 岡山城東（岡山）                               | 4 - 3                                          | 広陵（広島）                                   |                                                | 16校                                           |
| 第100回（春季） | 2003年6月                                      | 山口                                           | 瀬戸内（広島）                                 | 5 - 2                                          | 高陽東（広島）                                 |                                                | 12校                                           |
| 第101回（秋季） | 2003年10、11月                                 | 岡山                                           | 広陵（広島）                                   | 4x - 3                                         | 岡山城東（岡山）                               |                                                | 16校                                           |
| 第102回（春季） | 2004年6月                                      | 岡山                                           | 平田（島根）                                   | 7 - 6                                          | 広島商（広島）                                 |                                                | 12校                                           |
| 第103回（秋季） | 2004年10、11月                                 | 鳥取                                           | 宇部商（山口）                                 | 12 - 9                                         | 関西（岡山）                                   |                                                | 16校                                           |
| 第104回（春季） | 2005年6月                                      | 広島                                           | 関西（岡山）                                   | 6 - 3                                          | 華陵（山口）                                   |                                                | 8校                                            |
| 第105回（秋季） | 2005年11月                                     | 島根                                           | 関西（岡山）                                   | 4 - 2                                          | 岡山東商（岡山）                               |                                                | 16校                                           |
| 第106回（春季） | 2006年6月                                      | 鳥取                                           | 関西（岡山）                                   | 7 - 1                                          | 開星（島根）                                   |                                                | 8校                                            |
| 第107回（秋季） | 2006年10、11月                                 | 山口                                           | 広陵（広島）                                   | 12 - 9                                         | 関西（岡山）                                   |                                                | 16校                                           |
| 第108回（春季） | 2007年6月                                      | 島根                                           | 広陵（広島）                                   | 4 - 1                                          | 浜田（島根）                                   |                                                | 8校                                            |
| 第109回（秋季） | 2007年10、11月                                 | 広島                                           | 下関商（山口）                                 | 4x - 3                                         | 八頭（鳥取）                                   | 延長10回                                       | 16校                                           |
| 第110回（春季） | 2008年6月                                      | 山口                                           | 宇部商（山口）                                 | 6 - 5                                          | 広陵（広島）                                   |                                                | 8校                                            |
| 第111回（秋季） | 2008年10、11月                                 | 岡山                                           | 倉敷工（岡山）                                 | 4 - 1                                          | 南陽工（山口）                                 |                                                | 16校                                           |
| 第112回（春季） | 2009年6月                                      | 広島                                           | 倉敷商（岡山）                                 | 5 - 1                                          | 立正大淞南（島根）                             |                                                | 8校                                            |
| 第113回（秋季） | 2009年10、11月                                 | 鳥取                                           | 開星（島根）                                   | 4 - 3                                          | 関西（岡山）                                   |                                                | 16校                                           |
| 第114回（春季） | 2010年6月                                      | 山口                                           | 広島工（広島）                                 | 5 - 3                                          | 高川学園（山口）                               | 延長10回                                       | 8校                                            |
| 第115回（秋季） | 2010年10月                                     | 島根                                           | 関西（岡山）                                   | 4 - 0                                          | 創志学園（岡山）                               |                                                | 16校                                           |
| 第116回（春季） | 2011年6月                                      | 岡山                                           | 倉敷商（岡山）                                 | 6 - 2                                          | 宇部鴻城（山口）                               |                                                | 8校                                            |
| 第117回（秋季） | 2011年10、11月                                 | 広島                                           | 鳥取城北（鳥取）                               | 4 - 1                                          | 倉敷商（岡山）                                 |                                                | 16校                                           |
| 第118回（春季） | 2012年6月                                      | 鳥取                                           | 倉敷工（岡山）                                 | 7 - 3                                          | 尾道（広島）                                   |                                                | 8校                                            |
| 第119回（秋季） | 2012年10、11月                                 | 山口                                           | 関西（岡山）                                   | 8 - 5                                          | 広陵（広島）                                   |                                                | 16校                                           |
| 第120回（春季） | 2013年6月                                      | 島根                                           | 高川学園（山口）                               | 6 - 5                                          | 瀬戸内（広島）                                 |                                                | 8校                                            |
| 第121回（秋季） | 2013年10、11月                                 | 岡山                                           | 岩国（山口）                                   | 4 - 3                                          | 広島新庄（広島）                               |                                                | 16校                                           |
| 第122回（春季） | 2014年5、6月                                   | 広島                                           | 広陵（広島）                                   | 2 - 0                                          | 開星（島根）                                   |                                                | 8校                                            |
| 第123回（秋季） | 2014年10、11月                                 | 鳥取                                           | 宇部鴻城（山口）                               | 2 - 1                                          | 岡山理大付（岡山）                             | 延長11回                                       | 16校                                           |
| 第124回（春季） | 2015年5、6月                                   | 岡山                                           | 興譲館（岡山）                                 | 2 - 1                                          | 創志学園（岡山）                               |                                                | 8校                                            |
| 第125回（秋季） | 2015年10、11月                                 | 島根                                           | 創志学園（岡山）                               | 12 - 1                                         | 南陽工（山口）                                 |                                                | 16校                                           |
| 第126回（春季） | 2016年5、6月                                   | 鳥取                                           | 崇徳（広島）                                   | 5 - 0                                          | 早鞆（山口）                                   |                                                | 8校                                            |
| 第127回（秋季） | 2016年10、11月                                 | 山口                                           | 宇部鴻城（山口）                               | 13 - 2                                         | 呉（広島）                                     |                                                | 16校                                           |
| 第128回（春季） | 2017年6月                                      | 島根                                           | 鳥取城北（鳥取）                               | 2 - 1                                          | 広島新庄（広島）                               |                                                | 8校                                            |
| 第129回（秋季） | 2017年10、11月                                 | 広島                                           | おかやま山陽（岡山）                           | 12x - 11                                       | 下関国際（山口）                               | 延長10回                                       | 16校                                           |
| 第130回（春季） | 2018年6月                                      | 山口                                           | 広島新庄（広島）                               | 8 - 2                                          | 下関国際（山口）                               |                                                | 8校                                            |
| 第131回（秋季） | 2018年10、11月                                 | 岡山                                           | 広陵（広島）                                   | 6 - 2                                          | 米子東（鳥取）                                 |                                                | 15校                                           |
| 第132回（春季） | 2019年6月                                      | 広島                                           | 関西（岡山）                                   | 9 - 8                                          | 高川学園（山口）                               | 延長11回                                       | 8校                                            |
| 第133回（秋季） | 2019年10、11月                                 | 鳥取                                           | 倉敷商（岡山）                                 | 9 - 7                                          | 鳥取城北（鳥取）                               |                                                | 16校                                           |
| 第134回（春季） | （新型コロナウイルス感染拡大の影響で開催中止） | （新型コロナウイルス感染拡大の影響で開催中止） | （新型コロナウイルス感染拡大の影響で開催中止） | （新型コロナウイルス感染拡大の影響で開催中止） | （新型コロナウイルス感染拡大の影響で開催中止） | （新型コロナウイルス感染拡大の影響で開催中止） | （新型コロナウイルス感染拡大の影響で開催中止） |
| 第135回（秋季） | 2020年10、11月                                 | 島根                                           | 広島新庄（広島）                               | 3 - 2                                          | 下関国際（山口）                               |                                                | 16校                                           |
| 第136回（春季） | 2021年6月                                      | 鳥取                                           | 創志学園（岡山）                               | 5 - 0                                          | 下関国際（山口）                               |                                                | 8校                                            |
| 第137回（秋季） | 2021年10月                                     | 山口                                           | 広陵（広島）                                   | 7 - 0                                          | 広島商（広島）                                 |                                                | 16校                                           |
| 第138回（春季） | 2022年6月                                      | 島根                                           | 創志学園（岡山）                               | 5 - 4                                          | 広陵（広島）                                   |                                                | 8校                                            |
| 第139回（秋季） | 2022年10、11月                                 | 広島                                           | 広陵（広島）                                   | 13 - 0                                         | 光（山口）                                     |                                                | 16校                                           |
| 第140回（春季） | 2023年6月                                      | 山口                                           | 広陵（広島）                                   | 9 - 1                                          | 宇部鴻城（山口）                               |                                                | 8校                                            |
| 第141回（秋季） | 2023年10、11月                                 | 岡山                                           | 広陵（広島）                                   | 2 - 1                                          | 創志学園（岡山）                               |                                                | 16校                                           |
| 第142回（春季） | 2024年6月                                      | 広島                                           | 尾道（広島）                                   | 6x - 5                                         | 倉敷商（岡山）                                 | 延長10回TB                                     | 8校                                            |
| 第143回（秋季） | 2024年10、11月                                 | 島根                                           | 広島商（広島）                                 | 6 - 3                                          | 米子松蔭（鳥取）                               |                                                | 16校                                           |

## 放送
秋季大会は、NHKがテレビ・ラジオとも、中国地方の各放送局で準決勝・決勝を中継している。